# Sciomyza limbipennis
Sciomyza limbipennis är en tvåvingeart som beskrevs av Macquart 1846. Sciomyza limbipennis ingår i släktet Sciomyza och familjen kärrflugor.
Artens utbredningsområde är Colombia. Inga underarter finns listade i Catalogue of Life.